# Hans Dieter Ochs
Hans Dieter Ochs, auch Hansdieter Ochs, (* 29. September 1936 in Spaichingen) ist ein Immunologe und Kinderarzt. Er ist Professor am Department of Pediatrics, Division of Immunology, Infectious Diseases and Rheumatology, University of Washington School of Medicine, Seattle.

## Leben und Forschung
Hans D. Ochs wurde an der Albert-Ludwigs-Universität Freiburg promoviert und war Postgraduate am Kapiolani Medical Center for Women & Children, Honolulu und der Eberhard Karls Universität Tübingen. In Tübingen wurde er 1956 Mitglied der katholischen Studentenverbindung AV Guestfalia Tübingen im CV. Er ist von der Deutschen Gesellschaft für Kinder- und Jugendmedizin sowie dem American Board of Pediatrics und American Board of Allergy and Immunology zugelassen.
Hans D. Ochs erforscht die molekulare Basis Primärer Immunschwächekrankheiten mit speziellem Interesse für Gene, die mit Wiskott-Aldrich-Syndrom, Hyper-IgM-Syndrom, X-linked Agammaglobulinämie, IPEX-Syndrom und autosomalem dominanten Hyper-IgE-Syndrom in Verbindung gebracht werden. Um die langfristigen Folgen dieser Krankheiten zu verbessern, hat er an klinischen Versuchen aktiv teilgenommen, um Strategien zur Immunoglobulinersatztherapie, hämatopoetischen Stammzelltransplantation und Gentherapie zu entwickeln.
Ochs’ klinisches Interesse konzentriert sich auf den intravenösen und subkutanen Einsatz von Immunoglobulin bei Patienten mit Antikörperschwächen und die In-vivo-Analyse der Antikörperproduktion mittels Bakteriophage Phi X 174. Er und seine Mitarbeiter trugen auch zur Identifizierung mehrerer Gene bei, die für auf dem X-Chromosom lokalisierte Primäre Immunschwächekrankheiten verantwortlich sind, einschließlich CD40L, Wiskott-Aldrich-Syndrom-Protein, Buttons Tyrosin-Kinase und FOXP3.
In letzter Zeit konzentriert er sich auf das Gen der Uracil-DNA-Glycosylase, das eine seltene Form von autosomal rezessivem Hyper-IgM-Syndrom verursacht und auf STAT3, das, wenn es mutiert, das autosomal dominante Hyper-IgE-Syndrom nach sich zieht.
1995 übersiedelte er die Klinik für Immunschwächekrankheiten der University of Washington zum Seattle Children’s Hospital, um damit diagnostische Evaluierungen und klinische Behandlungen sowohl für Kinder als auch erwachsene Patienten mit Primären Immunschwächekrankheiten bereitzustellen. Er initiierte und unterhält auch eine erfolgreiche Zusammenarbeit mit dem Zentrum für Knochenmarktransplantation des Fred Hutchinson Cancer Research Centers seit Anfang der 1970er-Jahre und nahm an der Erstellung von Transplantationsprotokollen für Patienten mit SCID, Wiskott-Aldrich-Syndrom, Chronic Granulomatous Disease (Septische Granulomatose) und Hyper-IgM-Syndrom teil.
Das Ochs/Torgerson-Labor im Seattle Children’s Hospital konzentriert sich auf:
- Autoimmunität und immune Dysregulierung
- Regulatorische T-Zellen und Mutationen von FOXP3
- Molekularen Konsequenzen von heterozygoten dominant-negativen STAT3-Mutationen und ihr Verhältnis zum autosomal dominanten Hyper-IgE-Syndrom

## Mitgliedschaften und Ämter
- American Association of Immunology
- American Federation for Clinical Research
- Society for Pediatric Research
- American Pediatric Society
- Clinical Immunology Society
- European Society of Immune Deficiencies

Er dient den Committees der Immune Deficiency Foundation, Jeffrey Modell Foundation, US Immunodeficiency Network (USIDNET) und International Union of Immunological Societies (IUIS). Hans D. Ochs ist auch Gründungsmitglied der USIDNET/Clinical Immunology Society (CIS) Annual Summer School und beim Redaktionsausschuss des Tohoku Journal of Experimental Medicine und Turkish Journal of Medical Sciences.

## Publikationen
- mit E. R. Stiehm und Jerry A. Winklestein: Immunologic Disorders in Infants and Children. 5. Auflage. Saunders, 2004, ISBN 0-7216-8964-7.
- mit C.I. Edvard Smith und Jennifer M. Puck: Primary Immunodeficiency Diseases: A Molecular & Genetic Approach. 2. Auflage. Oxford University Press, 2006, ISBN 0-19-514774-X.

Über 400 Veröffentlichungen, auch als Ko-Autor in: Blood (Journal of the American Society of Hematology), Journal of Immunology, European Journal of Immunology, Journal of Pediatrics, Cell Growth & Differentiation, Nature Genetics, Nature Reviews Immunology, Nature Medicine, Journal of Clinical Investigation, Journal of Experimental Medicine, The New England Journal of Medicine, The Lancet, Immunity, Journal of Biological Chemistry, Experimental Haematology, Bone Marrow Transplantation and Journal of Allergy and Clinical Immunology.